# Cadel Evans Great Ocean Road Race 2019
5. ročník jednodenního cyklistického závodu Cadel Evans Great Ocean Road Race se konal 27. ledna 2019 v Austrálii. Závod dlouhý 164 km vyhrál Ital Elia Viviani z týmu Deceuninck–Quick-Step. Na druhém a třetím místě se umístili Australan Caleb Ewan (Lotto–Soudal) a Jihoafričan Daryl Impey (Mitchelton–Scott).

## Týmy
Závodu se zúčastnilo 16 týmů, z toho 15 UCI WorldTeamů, tedy o 3 více než v roce 2018, a australský národní tým. Poprvé v historii se tak závodu nezúčastnil žádný kontinentální tým. Každý tým přijel se sedmi jezdci, až na týmy CCC Team a Team Katusha–Alpecin, které přijely se šesti jezdci. Na start se postavilo 110 jezdců, z nichž 99 závod dokončilo.

### UCI WorldTeamy
- AG2R La Mondiale
- Astana
- Bora–Hansgrohe
- CCC Team
- Deceuninck–Quick-Step
- Team Dimension Data
- EF Education First
- Team Jumbo–Visma
- Team Katusha–Alpecin
- Lotto–Soudal
- Mitchelton–Scott
- Team Sky
- Team Sunweb
- Trek–Segafredo
- UAE Team Emirates

### Národní týmy
- Austrálie

## Výsledky
| Pořadí | Jezdec                  | Tým                   | Čas        |
| ------ | ----------------------- | --------------------- | ---------- |
| 1      | Elia Viviani (ITA)      | Deceuninck–Quick-Step | 3h 54' 35" |
| 2      | Caleb Ewan (AUS)        | Lotto–Soudal          | + 0"       |
| 3      | Daryl Impey (RSA)       | Mitchelton–Scott      | + 0"       |
| 4      | Ryan Gibbons (RSA)      | Team Dimension Data   | + 0"       |
| 5      | Jens Debusschere (BEL)  | Team Katusha–Alpecin  | + 0"       |
| 6      | Luke Rowe (GBR)         | Team Sky              | + 0"       |
| 7      | Michael Mørkøv (DNK)    | Deceuninck–Quick-Step | + 0"       |
| 8      | Jay McCarthy (AUS)      | Bora–Hansgrohe        | + 0"       |
| 9      | Owain Doull (GBR)       | Team Sky              | + 0"       |
| 10     | Luis León Sánchez (ESP) | Astana                | + 0"       |